# Burg Buhlen
Die Burg Buhlen ist eine abgegangene Burg in Buhlen bei 237 m ü. NN, einem Ortsteil der Gemeinde Edertal im nordhessischen Landkreis Waldeck-Frankenberg.

## Geschichte
Bereits 850 wurde Buhlen als Buchloha in einer Schenkungsurkunde an das Kloster Fulda durch den Grafen Gozmar erstmals urkundlich erwähnt. Die nächsten Erwähnungen finden sich erst wieder ab 1308/10.
Um 1333 erbaute vermutlich Graf Heinrich IV. von Waldeck eine mit Wassergräben umgebenen Kemenate bei Buhlen. Sie befand sich nach heutigen Erkenntnissen auf dem 1443 erwähnten Freihof an der Netze. Im Jahr 1477 verpfändete Graf Heinrich VIII. von Waldeck, Vormund und Regent für Philipp II., die kleine Burg und das Dorf an Hans von Waldenstein. 1556 waren die Herren von Rhena im Besitz von Burg und Dorf Buhlen. Im Dreißigjährigen Krieg wurde die Burg völlig zerstört. Während das Dorf später wieder aufgebaut wurde, blieb die Kemenate eine Ruine. Die verbliebenen Überreste wurden als Baumaterial genutzt.